# 奧爾布賴特 (密蘇里州)
奧爾布賴特（英語：Allbright）是位於美國密蘇里州麥迪遜縣的非建制地區。

## 歷史
奧爾布賴特的郵局於1905年設立，其後於1941年停運。

## 地理
奧爾布賴特所處的海拔為高於海平面149米（即489英呎），而該地所採用的時區為UTC-6，即北美中部時區（CST）。同時該地設有夏令時間，為UTC-6調快一小時，即UTC-5（CDT）。